# Skotske Liga Cup
Den Skotske Liga Cup, i øjeblikket kendt som Betfred Cup på grund af sponsorere, er en fodboldturnering der er åben for alle Scottish Professional Football League (SPFL) klubber. Konkurrencen var et rent knockout-format, men blev en gruppe-og knockout-turnering fra 2016-17.
Rangers har vundet turneringen 27 gange, hvilket er rekord. Celtic er de nuværende mestre, efter at de slog Motherwell 2-0 på Hampden Park den 26. November 2017.
I øjeblikket er det indenlandske tv-rettigheder tilhørende BT Sport, der erstattede BBC Skotland fra 2016-17-udgaven.

## Historie
Turneringen har sin oprindelse i en regional cup-konkurrence, der kaldes Southern League Cup, som blev indført i 1940, da krigstidens restriktioner førte til en opløsning af den Skotske Cup. Denne turnering var i høj grad regionalt og inddrog ikke alle de hold, der var en del af Skotske Liga forud for krigens udbrud. Den første officielle Skotske Liga Cup blev gennemført i løbet af 1946-47 sæson, da Rangers besejrede Aberdeen i finalen.
Turneringen var meget populær hos tilhængere i løbet af de første par årtier af sin tilværelse. Turneringen bestod af 8 eller 9 grupper, bestående af 4 eller 5 hold. De grupper, der blev seedet i 2 sæt med top 16 hold i Division 1 der dermed lavede de første fire Grupper. Dette sikrede, at 4 'top' hold vil spille mod 4 'mindre' hold i kvartfinalerne.
Ekstra kampe, da Premier League blev dannet og udvidedet europæiske turneringer betød, at ved begyndelsen af 1980'erne, dens langvarige format, der involverede gruppekampe tidligt på sæsonen, med efterfølgende knock-out runder over to kampe, der ligner den moderne UEFA Champions League, tiltrak sig megen kritik. I midten af 1980'erne blev turneringen moderniseret til en kortere knock-out stil med en finale, der spilles før jul, hvilket skabte spænding i en cup-finale tidligt i sæsonen.
I løbet af 1999-2000 konkurrence, den semi-finalen og finalen blev flyttet til foråret, for at undgå overbelastning af kampe, der er forårsaget af de tidlige runder af UEFA's klubturneringer og Skotlands repræsentanter i Europa fik automatisk plads i tredje runde af konkurrencen.

### Sponsorering
Liga Cup har været kendt under forskellige navne på grund af sponsorering:
| Periode    | Sponsor                     | Navn                                                              |
| ---------- | --------------------------- | ----------------------------------------------------------------- |
| 1946-78    | Ingen sponsor               | Skotske Liga Cup                                                  |
| 1979-81    | Bell ' s whisky             | Bell ' s League Cup                                               |
| 1981-84    | Ingen sponsor               | Skotske Liga Cup                                                  |
| 1984-92    | Skol Lager                  | Skol Cup                                                          |
| 1992-94    | Ingen sponsor               | Skotske Liga Cup                                                  |
| 1994-98    | Coca-Cola                   | Coca-Cola Cup                                                     |
| 1998-99    | Ingen sponsor               | Skotske Liga Cup                                                  |
| 1999-2008  | CIS Forsikring              | CIS Forsikring Cup                                                |
| 2008-11    | Den Co-operative Forsikring | Co-operative Forsikring Cup                                       |
| 2011-13    | Den Skotske Regering        | Skotske Samfund Liga Cup -                                        |
| 2013-15    | Ingen sponsor               | Skotske Liga Cup                                                  |
| 2015       | QTS Gruppe                  | Den Skotske Liga Cup-præsenteret af QTS (semi-finalen og finalen) |
| 2015-16    | Utilita Energi              | Den Skotske Liga Cup-præsenteret af Utilita                       |
| 2016–i dag | Betfred                     | Betfred Cup                                                       |

## Trofæ
Siden turneringens begyndelse, har det vindende hold altid været tildelt den berømte tre-håndtagstrofæ, blot kendt som den Skotske Liga Cup. Men i løbet af 1980'erne, da Skol lager sponsorerede turneringen, blev et andet trofæ kendt blot som "Skol Cup" uddelt samtidige med det oprindelige trofæ. I 1987-88 da Rangers vandt deres tredje Skol Cup, fik de det til permanent besiddelse, og en ny "Skol Cup" med et lidt anderledes design blev introduceret den følgende sæson.